# Inezia speciosa
Inezia speciosa là một loài thực vật có hoa trong họ Cúc. Loài này được Brusse mô tả khoa học đầu tiên năm 1989.